# Mount Snow
Mount Snow ist ein Berg und ein Skigebiet im Green Mountain National Forest im südlichen Vermont, USA. Es ist das südlichste Skigebiet in Vermont und liegt nahe den großen Städten im Nordosten der USA.

## Geschichte
Die Geschichte des Skigebietes geht auf die späten 1940er Jahre zurück, als Walt Schoenknecht, der rührige Initiator des Skigebietes, im Oktober auf dem Mount Pisgah in mehr als 30 cm Schnee stand. Schoenknecht kaufte im Mai 1953 der Familie Snow, der in fünfter Generation bewirtschaftete Landwirtschaftsbetrieb ab. Er hatte bereits Erfahrung im Aufbau von Skigebieten in Connecticut und Massachusetts gesammelt.
Das Skigebiet eröffnete im Winter 1954/55. Es gab am Anfang nur ein einziger Sessellift und eine einfache Lodge. Der Sessellift verwendete anstelle eines Tragseils eine Kette. Die Anlage war bei den Gästen nicht sonderlich beliebt wegen des Lärms, der durch die Kette verursacht wurde und des von der Kette tropfenden Öls. Über die Jahre vergrößerte Schoenknecht das Skigebiet und fügte mehr Aufstiegshilfen und Pisten hinzu.
Im Winter 1960/61 eröffnete der Zweier-Sessellift Sundance Express inklusive einer neuen Lodge im Tal. Dieser Sessellift wurde vom italienischen Hersteller Carlevaro & Savio in konventioneller Technik mit Tragseilen ausgeführt.
Mount Snow war Austragungsort der ersten Winter X Games 1995, eines internationalen Wettkampfs, zu dem Snowcross, Snowmobiling, Freeskiing, Snowboarding und Snow Mountain Bike Racing gehören.
Das Skigebiet gehörte dem Betreiber Peak Resorts, der 17 Skigebiete betrieb und im September 2019 von Vail Resorts übernommen wurde.

## Anlagen und Pisten
Das Skigebiet umfasste 2023 eine Fläche von 2,47 km², auf der 86 Skipisten, 13 Sessellifte und 6 Skilifte angeordnet sind. Die Bergspitze liegt auf 1097 m ü. M., die Talstationen mit den Hotels auf 590 m ü. M. Durchschnittlich fallen jeden Winter etwa 3,8 m Schnee, es werden aber auch 250 Propellerschneekanonen und 645 Schneelanzen im Einsatz.